# Баранов Роман Олександрович
Рома́н Олексан́дрович Бара́нов (11 січня 1978 — 29 серпня 2014) — солдат Збройних сил України, учасник Війни на сході України. Кавалер ордена «За мужність».

## Життєпис
Народився 1978 року в смт Лихівка (П'ятихатський район, Дніпропетровська область).
У часі війни мобілізований у квітні 2014 року — стрілець-помічник гранатометника, 93-тя окрема механізована бригада.
Загинув під час виходу з оточення під Іловайськом у районі села Червоносільське. За свідченням очевидців, загинув, рятуючи пораненого поруч з машиною, в якій їхав, не доїжджаючи до села Червоносільського.
3 вересня 2014-го тіло Романа разом з тілами 96 інших полеглих доставили до Дніпропетровська. Упізнаний за експертизою ДНК серед похованих на Краснопільському цвинтарі невідомих Героїв, похований у селі Лихівка.
Залишились батьки похилого віку, дружина, неповнолітні син і донька.

## Нагороди та вшанування
- Указом Президента України № 663/2015 від 25 листопада 2015 року, «за особисту мужність і високий професіоналізм, виявлені у захисті державного суверенітету та територіальної цілісності України, вірність військовій присязі», нагороджений орденом «За мужність» III ступеня (посмертно)[2].
- У Лихівській школі Роману відкрито меморіальну дошку[3].
- Його портрет розміщений на меморіалі «Стіна пам'яті полеглих за Україну» в Києві: секція 3, ряд 5, місце 33
- Вшановується 29 серпня на щоденному ранковому церемоніалі вшанування українських захисників, які загинули цього дня в різні роки внаслідок російської збройної агресії[4]